# Notoxus madecassus
Notoxus madecassus is een keversoort uit de familie snoerhalskevers (Anthicidae). De wetenschappelijke naam van de soort is voor het eerst geldig gepubliceerd in 1953 door Pic.